# 5 Rosskastanien

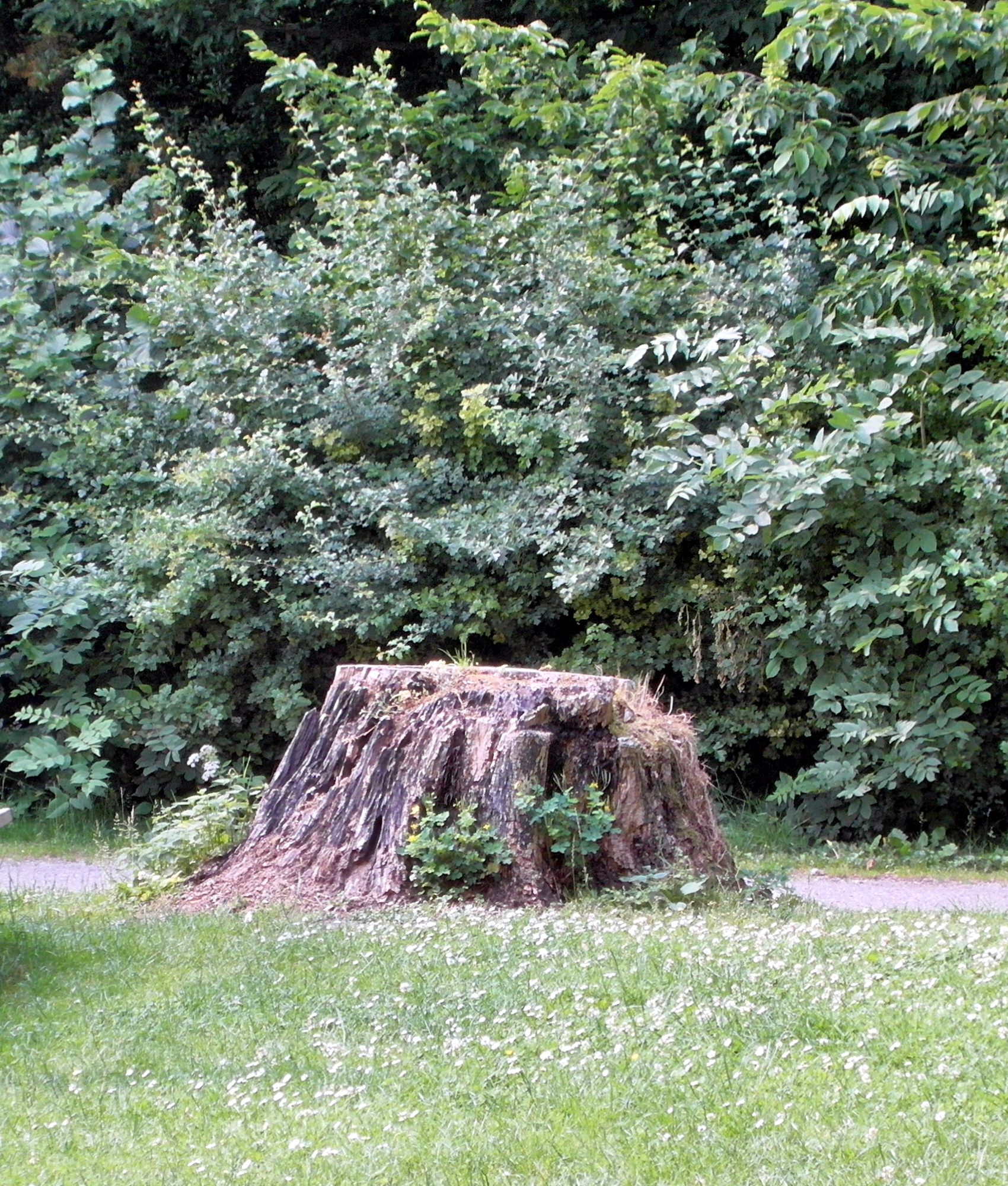
Stumpf der nördlichsten Kastanie

5 Rosskastanien war der Name eines Naturdenkmals in der niedersächsischen Gemeinde Wennigsen (Deister) in Deutschland.
Eine Rosskastanie an der Straße Klosteramthof vor der Klostermühle Wennigsen, sowie eine nördlich benachbarte Reihe von vier Rosskastanien zwischen dem Mühlenbetriebsgraben und dem Wennigser Mühlbach, wurden 1942 gemeinsam als Naturdenkmal H 25 „5 Rosskastanien“ unter Schutz gestellt. In den Jahren 1974 und 1985 mussten nach Windbruch insgesamt vier der Bäume aus Sicherheitsgründen beseitigt werden.
Im Jahr 1988 wurde der Name des nur noch aus einem Einzelbaum bestehenden Naturdenkmals in H 25 Rosskastanie geändert. Auch der verbliebene nördlichste Baum der Baumreihe wurde um die Jahrtausendwende gefällt. Es verblieb nur ein Stumpf. Der Schutz als Naturdenkmal wurde 2007 aufgehoben. 